# 스파이더맨 2 (2004년 비디오 게임)
《스파이더맨 2》(Spider-Man 2)는 2004년 스파이더맨 액션 어드벤처 게임으로, 영화 《스파이더맨 2》(2004)를 기반으로 제작되었다. 액티비전 배급하였고, 플레이스테이션 2, 엑스박스, 게임큐브판은 액티비전 산하의 트레이아크에서, 게임보이 어드밴스판은 디지털 이클립스에서, 닌텐도 DS판은 비케리어스 비전스에서 PC판은 피즈 팩터에서 개발되었다.
기본적으로 영화 《스파이더맨 2》의 플롯을 따라가며 영화의 주요 악역 닥터 옥토퍼스 외에 원작 코믹스에서 따온 블랙 캣, 미스테리오, 쇼커 등이 등장한다. 등장 악역과 스토리는 기종별로 차이가 있다.

## 성우진
- 토비 맥과이어 - 스파이더맨
- 앨프리드 몰리나 - 닥터 옥토퍼스
- 커스틴 던스트 - 메리 제인 왓슨
- 홀리 필즈 - 블랙 캣
- 조 앨러스키 - 커트 코너스 박사
- 조시 키턴 - 해리 오스본
- 제이 고든 - J. 조나 제임슨
- 찰스 클라우스마이어 - 존 제임슨
- 베서니 로즈 - 베티 브랜트
- 제프 쿠프우드 - 로비 로버트슨
- 민디 스털링 - 메이 파커
- 존 디마지오 - 라이노
- 제임스 아널드 테일러 - 미스테리오
- 마이클 비티 - 쇼커
- 키스 샤라바이카 - 아지즈 씨
- 수전 이건 - 로지 옥타비우스
- 마이클 매콜
- 래리 허프먼
- 앤절라 셸턴
- 브루스 캠벨

## 반응
콘솔 버전의 게임은 대체적으로 긍정적인 평가를 받았다.